# Steinschmückel
Der Steinschmückel (Petrocallis pyrenaica), auch Pyrenäen-Steinschmückel genannt, ist die einzige Art der Pflanzengattung Petrocallis innerhalb der Familie der Kreuzblütler (Brassicaceae). Sie gedeiht in den europäischen Gebirgen den Pyrenäen, den Alpen und den Karpaten.

## Beschreibung

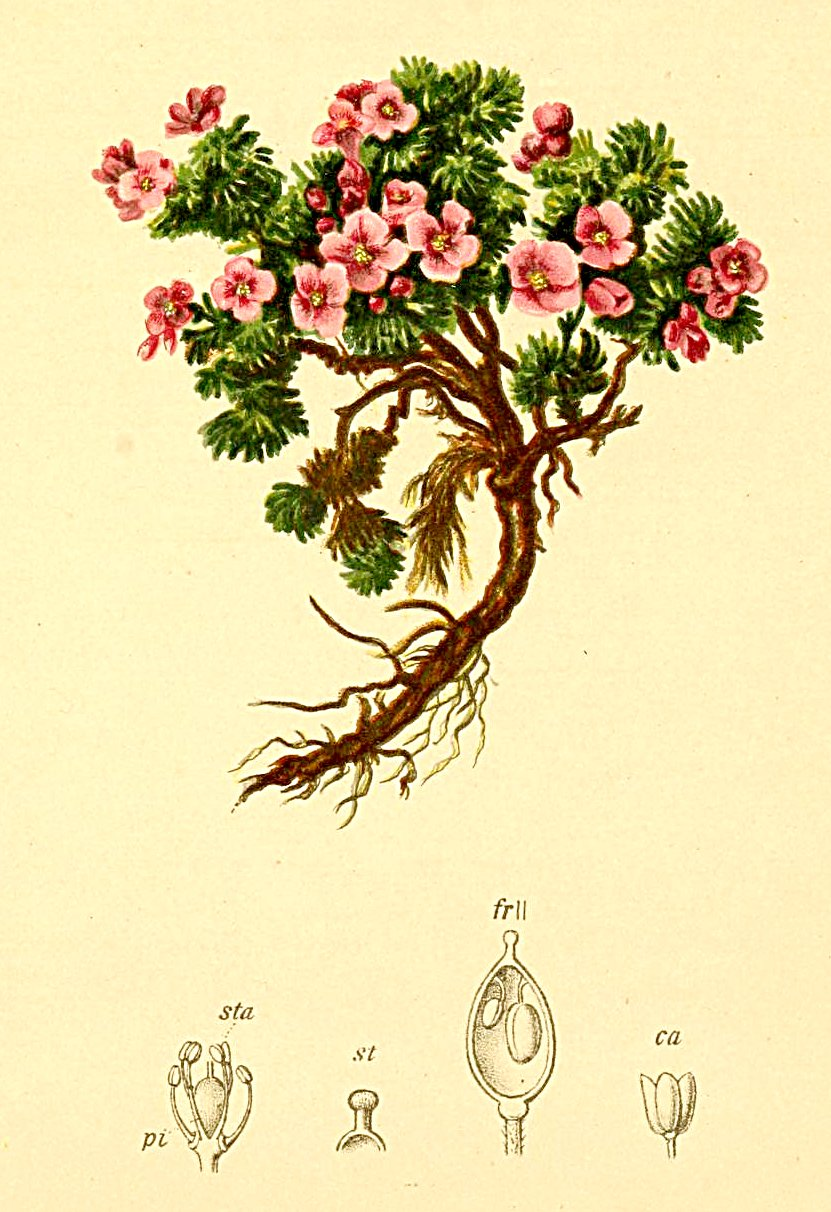
Illustration aus Atlas der Alpenflora

### Vegetative Merkmale
Der Steinschmückel ist eine ausdauernde krautige Pflanze und bildet ein 2 bis 8 Zentimeter hohes so genanntes »Hohlkugelkissen«, eine Sonderform des Polsterwuchses. Ein holziges Stämmchen steckt in Felsspalten oder Geröll, von dort gehen strahlig angeordnete, bis zu 12 Zentimeter lange, wurzelnde Äste aus. Die harte „Rinde“ bietet ausgezeichneten Schutz gegen Winddürre, Sand- und Schneegebläse. Das Innere des Hohlkissens kann Feuchtigkeit speichern. Gestauchte Partien mit rosettigen Blättern und gestreckte Partien wechseln sich ab. Die Blattscheiden bleiben nach dem Verwittern erhalten, so dass das Polster außen von einer dichten Rinde bedeckt wird, innen aber hohl, von dünnen Stämmchen durchzogen ist.
Die in einer grundständigen Rosette angeordneten Laubblätter sind bei einer Länge von 4 bis 8 Millimetern keilförmig. Sie sind drei- bis fünfgeteilt und am Rand bewimpert.

### Generative Merkmale
Die Blütezeit reicht von Juni bis Juli. Die Blüten stehen gedrängt in einem doppeltraubigen Blütenstand zusammen. Die zwittrigen Blüten besitzen eine doppelte Blütenhüllte. Der hautrandige Kelch ist rötlich. Die vier freien, rosa- bis lilafarbenen oder hellvioletten Kronblätter sind mit einer Länge von 4 bis 5 Millimetern eiförmig und etwa doppelt so lang wie der Kelch.
Die kahlen Schötchen sind elliptisch.
Die Chromosomengrundzahl beträgt x = 7; es liegt Diploidie vor mit der Chromosomenzahl 2n = 14.

## Vorkommen und Gefährdung

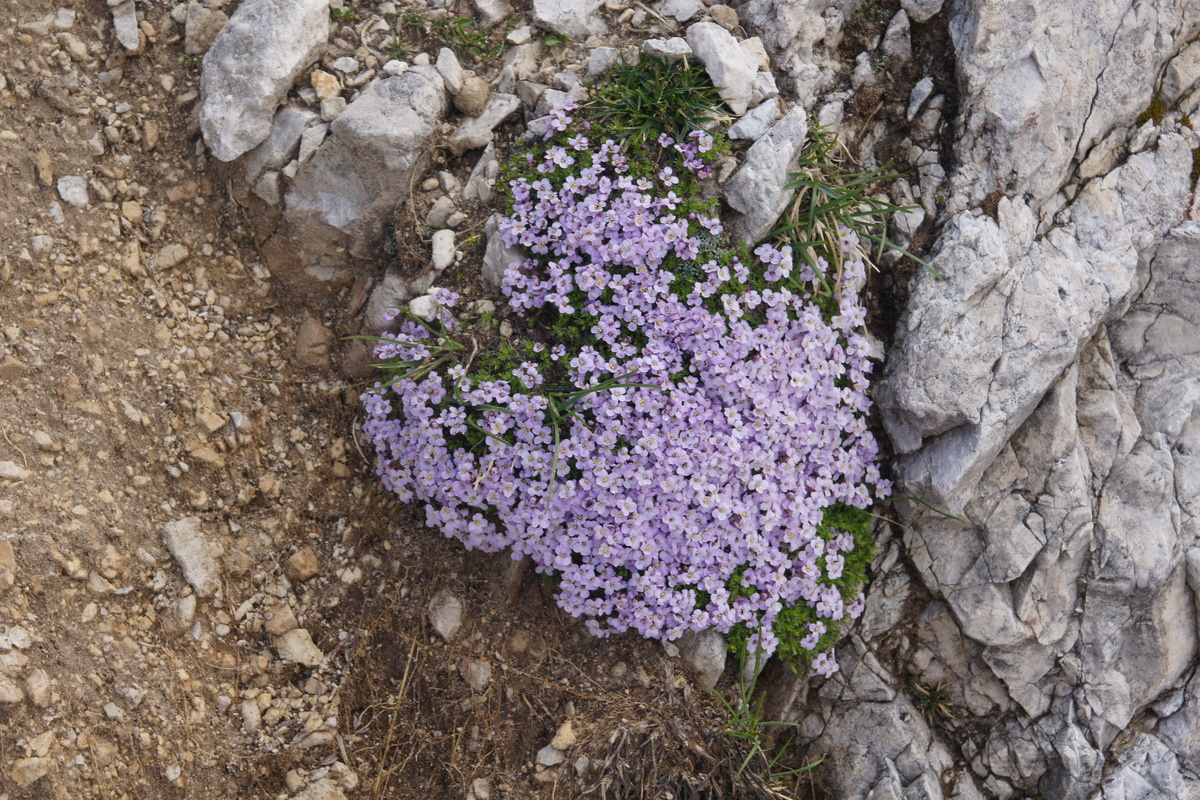
Steinschmückel am Špik

Der Steinschmückel kommt in den Ländern Deutschland, Österreich, Schweiz, Frankreich, Italien, Slowenien, der Slowakei und Kroatien vor. Beispielsweise ist der Steinschmückel in den nördlichen und südlichen Kalkalpen sowie in den Pyrenäen verbreitet. Es handelt sich wahrscheinlich um eine Nunatakker-Pflanze, deshalb fehlt sie in den damals vergletscherten Tälern der Zentralalpen. Sie kommt in Deutschland nur sehr lokal und selten in hochgelegenen Standorten in den Alpen vor und es gibt adventive Einzelfunde in anderen Gebieten Deutschlands.
Die ausgesprochene hochalpine Pflanzenart ist kalk- und felsenstet und wächst in Höhenlagen von 1700 bis 3400 Metern. Die Höhe von 3400 Metern erreicht sie am Furggengrat am Matterhorn. Sie ist eine Charakterart des Verbands Potentillion caulescentis, kommt aber auch in Pflanzengesellschaften der Verbände Thlasion rotundifolii oder im Caricetum firmae des Verbands Seslerion vor.
Die ökologischen Zeigerwerte nach Landolt & al. 2010 sind in der Schweiz: Feuchtezahl F = 2 (mäßig trocken), Lichtzahl L = 5 (sehr hell), Reaktionszahl R = 5 (basisch), Temperaturzahl T = 1+ (unter-alpin, supra-subalpin und ober-subalpin), Nährstoffzahl N = 1 (sehr nährstoffarm), Kontinentalitätszahl K = 4 (subkontinental).
Sie wird 1996 in Deutschland nicht als gefährdet angesehen. Sie ist in Bayern nach der Roten Liste Bayern 2003 in Kategorie 3 = „gefährdet“ eingeordnet und gilt dort als selten. Nur die wild lebende Populationen sind nach Bundesnaturschutzgesetz in Deutschland seit 1980 streng bzw. besonders geschützt.
Diese sehr seltene Pflanzenart ist in Österreich geschützt. Sie wird in der Schweiz als „Near Threatened“ = „potenziell gefährdet“ bewertet.

## Ökologie
Das holzige Stämmchen teilt sich allseits in verzweigte Äste, deren Jahrestriebe mit einer Blattrosette abschließen. So entsteht ein stockwerkartiger Wuchs. Die Blattrosetten aufeinanderfolgender Jahre stehen also übereinander. Die toten Blattrosetten bedecken noch eine Zeitlang den Zweig, zuletzt bleiben noch die Fasern der Blattscheiden erhalten. Dadurch wird das ganze Polster am Rand gut abgeschlossen. Im Innern verlaufen dann die Zweige wie in einem Hohlraum.

## Systematik
Die Erstveröffentlichung erfolgte 1753 unter dem Namen (Basionym) Draba pyrenaica durch Carl von Linné. Die Gattung Petrocallis wurde 1812 durch William Townsend Aiton aufgestellt. Die Neukombination zu Petrocallis pyrenaica (L.) R.Br. wurde 1812 durch Robert Brown veröffentlicht. Das Artepitheton pyrenaica bedeutet „aus den Pyrenäen“.